# Wapen van Brederwiede

Het wapen van Brederwiede

Het wapen van Brederwiede werd op 30 augustus 1973 per Koninklijk Besluit van de Hoge Raad van Adel aan de Overijsselse gemeente Brederwiede toegekend. Dit was naar aanleiding van de fusie van de vier gemeenten Blokzijl, Giethoorn, Vollenhove en Wanneperveen per 1 januari 1973. Vanaf 2001 is het wapen niet langer als gemeentewapen in gebruik omdat de gemeente Brederwiede opging in de gemeente Steenwijk, waarvan de naam per 2003 gewijzigd werd in Steenwijkerland.

## Blazoenering
De blazoenering van het wapen luidt als volgt:
Gevierendeeld; I in keel een geopende burcht van goud, beladen met een schildje van keel met een kruis van zilver; II in sabel drie kandelaars van zilver met vlammen van goud; III in sabel een geitekop van zilver met horens van goud; IV in keel een heiblok van goud. Het schild gedekt met een gouden kroon van drie bladeren en twee parels.

## Verklaring
Het wapen is samengesteld uit elementen van de gefuseerde gemeenten:
- Uit het wapen van Blokzijl is het heiblok overgenomen.
- Uit het wapen van Giethoorn is de geit overgenomen.
- Uit het wapen van Vollenhove is de burcht afkomstig; het schild op de burcht is afkomstig uit het heraldisch rechterdeel en is oorspronkelijk van het Sticht Utrecht.
- Uit het wapen van Wanneperveen zijn de kandelaars met kaarsen overgenomen.[2]

## Verwante wapens

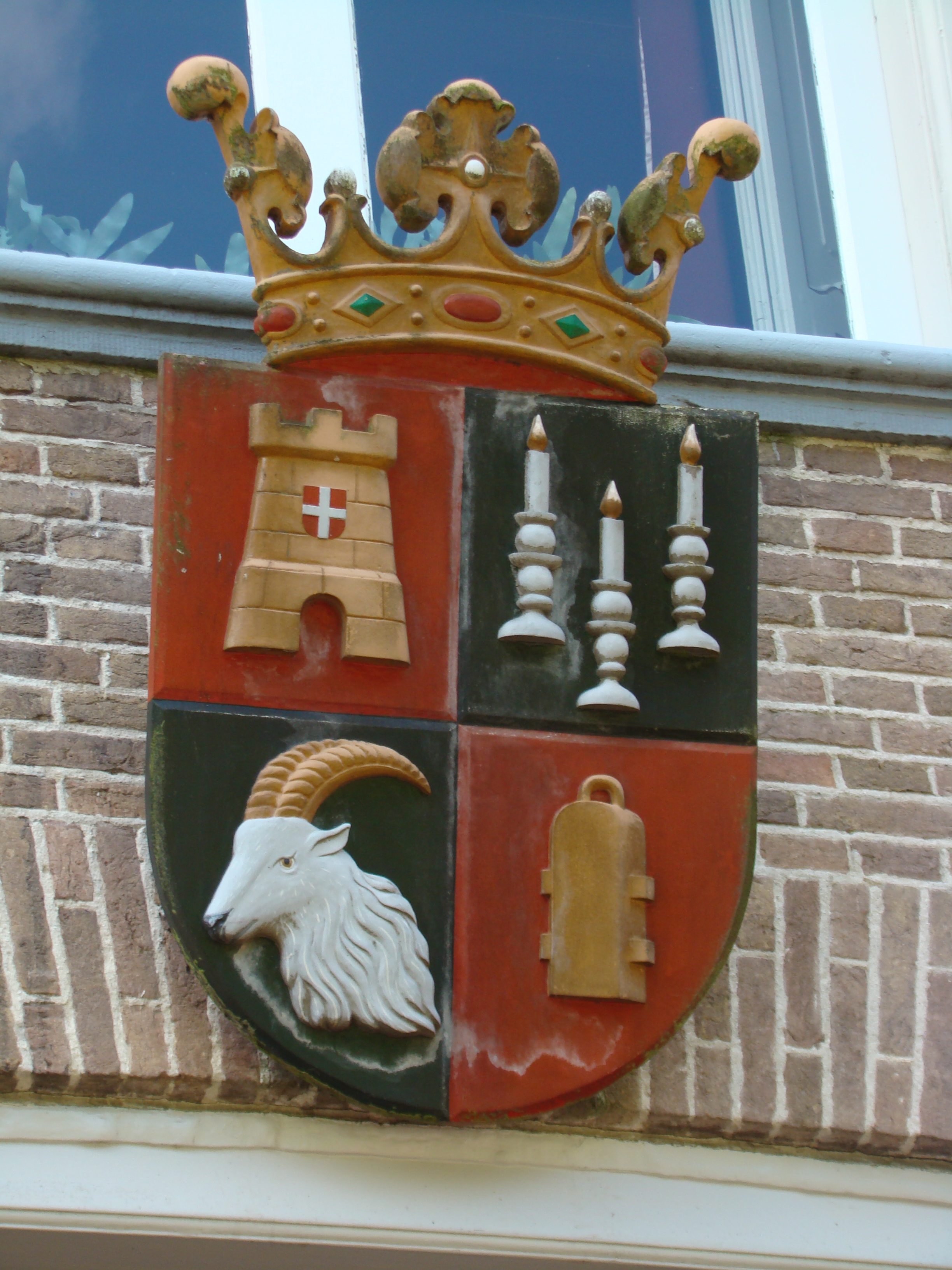
Het wapen van Brederwiede op een gevel in Vollenhove
Wapen van Blokzijl
Wapen van Giethoorn
Wapen van Vollenhove
Wapen van Wanneperveen